# E·M·福斯特
爱德华·摩根·福斯特，OM，CH（英語：Edward Morgan Forster；1879年1月1日—1970年6月7日），英国小说家、散文家。曾荣获英国最古老的文学奖詹姆斯·泰特·布莱克纪念奖。美國藝術文學院设立E·M·福斯特奖紀念這位偉大的作家。

## 生平

### 早年
1879年1月1日生于伦敦西区马里波恩（现在属于西敏市）的多塞特广场梅尔科姆坊（Melcombe Place）6号，原建筑现已不存在。福斯特的祖先是英格兰圣公会内的一个社会改革团体克拉帕姆教派（Clapham Sect）的成员。父亲爱德华·摩根·勒韦林·福斯特是一位威尔士建筑师，福音派信徒，强调一个人应有道德责任感，母亲爱丽丝·克拉拉是爱尔兰裔，比较随和、宽容。他是家中的独生子，登记名为亨利·摩根·福斯特，但是受洗时却错误地命名为爱德华·摩根·福斯特。1880年10月30日，他的父亲因肺结核去世，当时他还不足2周岁。
1883年，他和母亲搬到了赫特福德郡斯蒂夫尼奇市附近的鲁克斯巢穴（Rooks Nest House），一住到1893年，在那里留下了童年美好的回忆。这里就是他的小说《霍华德庄园》的原型。由于其历史和文学价值，该建筑被列为一级保护建筑。
1887年11月5日，福斯特父系的一位叔祖母玛丽安·桑顿（废奴主义者亨利·桑顿之女）去世时，8岁的福斯特继承了8，000英镑（2017年约合99万英镑）。这笔钱足以维持他的生活，使他此后得以專心寫作。
少年时，福斯特就读于肯特郡的坦布里奇学校；这是一所公学，在这里的经历使他以对英国“公学”十分反感，認为这种学校训练出来的学生“体格发育好，头脑也比较发达，但心灵全不发达”。这所学校的剧院以福斯特命名，虽然他在这里并不愉快。
从1897年到1901年，福斯特就读于剑桥大学国王学院。在这里他加入了一個秘密社团劍橋使徒（正式名称为剑桥交谈俱乐部）。他们秘密会面，讨论哲学和道德问题。亦与新实在论哲学家穆尔和古典学者戈兹沃西·狄更生交往，生活在一种自由主义、怀疑论、崇拜南欧和古代文明的文化气氛中。在《最长的旅行》的开头，就写了福斯特剑桥大学时期的娱乐活动。《霍华德庄园》的施莱格尔姐妹在某种程度上是基于瓦内萨·斯蒂芬和弗吉尼亚·斯蒂芬姐妹。
他在劍橋使徒裡的许多朋友又組成了英国文学史上著名的布卢姆茨伯里派，福斯特在1910到20年代，也是其中一员。該派强调爱、同情、敏感、美的创造和享受、追求知识的勇气，实际上是流行在上层知识分子中间的人文主义精神。
大学毕业后，他与母亲一同到欧洲大陆旅行。他们搬到萨里郡的韦布里奇，在那里他写了六部小说。
福斯特是同性恋。1906年，他爱上了一个17岁的印度穆斯林，他的拉丁文学生，赛义德·罗斯·马苏德，后来就读于牛津大学。马苏德的友谊观更为浪漫、诗意，与福斯特不断的爱情誓言混为一谈。
1914年，他与古典主义者戈兹沃西·狄更生一同造访埃及、德国和印度。这时，他只有一部小说尚未完成
福斯特反对基督教，但不反对宗教精神。他是一名良心拒服兵役者，在第一次世界大战期间，在埃及亚历山大港担任英国红十字会的首席搜寻员（寻找失踪军人）他通常压抑自己的欲望，但在1917年驻扎埃及时，他与一位伤员“失去了他的可敬”。
1920年代初，福斯特第二次造访印度，担任德瓦斯的摩诃罗阇杜科吉拉奥三世的私人秘书。《提毗山》（The Hill of Devi）一书是他对这一时期的纪实描述。从印度回到伦敦后，他在1924年完成了最后一部小说《印度之旅》，并因此获得詹姆斯·泰特·布莱克纪念奖。他还编辑伊丽莎·费伊（1756–1816年）来自印度的信件，于1925年出版。福斯特之後不再想寫異性戀故事，而因社會歧視又不能出版同性戀故事，所以再沒有寫小說。

### 后期

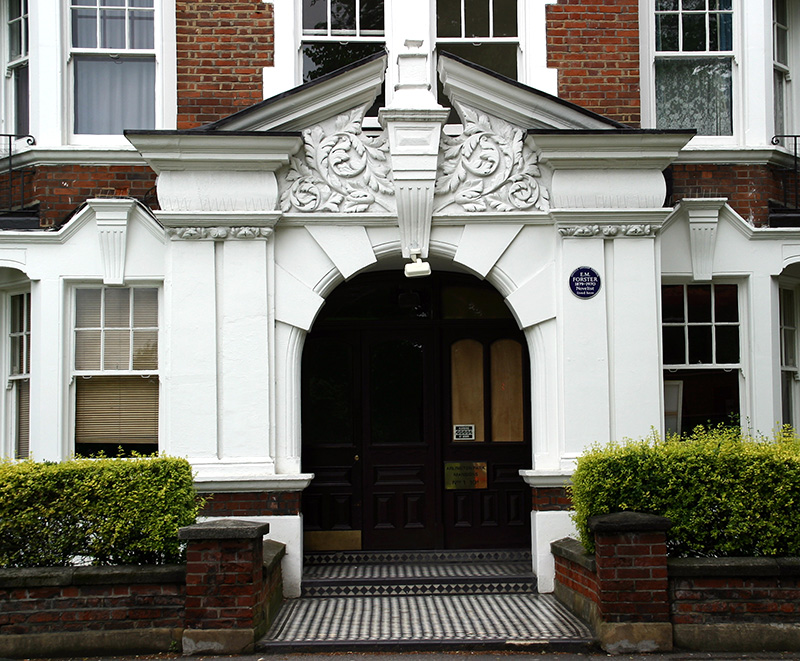
奇西克阿灵顿公园大厦

在20世纪30年代和40年代，福斯特成为英国广播公司电台的著名播音员，又主张个人自由和刑法改革， 并通过撰写文章和签署信件来反对审查制度。二战期间，他接受英国广播公司印度分社访谈制作人乔治·奥威尔（1941至1943年）的委托，进行每周书评。1937年获得本森奖章。
福斯特是个同性恋者，但只有密友知晓，不向公众公布，终身未婚。他与已婚警察鲍勃·白金汉（1904–1975）长期保持着伴侣关系。福斯特还将白金汉和他的妻子梅二人都拉入他的圈子，其中包括《倾听者》的作家和文学编辑J.R.阿克利、心理学家W.J.H.斯普洛特，以及作曲家本杰明·布里顿。与福斯特有联系的其他作家还包括克里斯多福·伊舍伍、诗人齐格弗里德·沙逊，以及住在贝尔法斯特的小说家福雷斯特·里德。

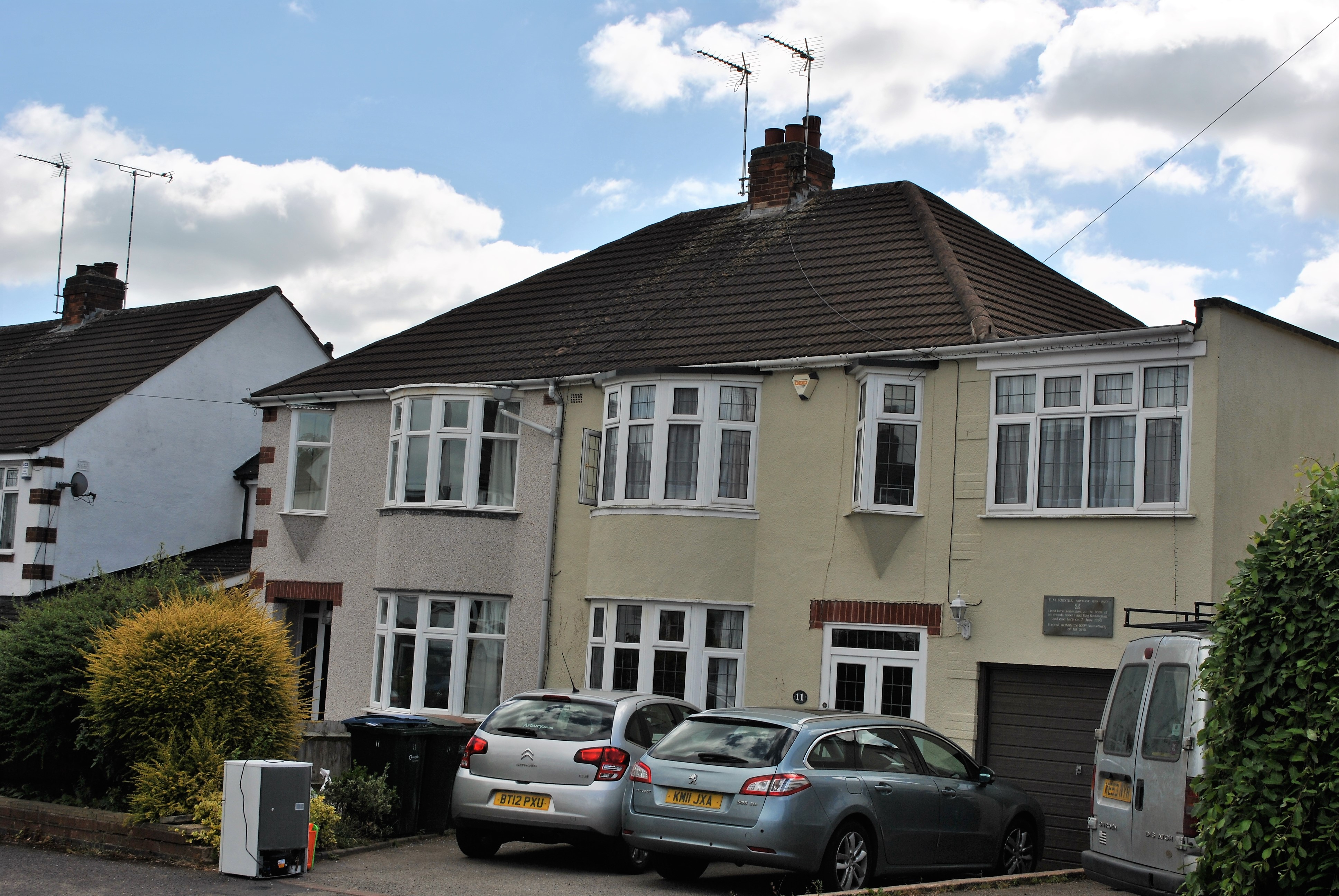
1970年6月7日，福斯特在白金汉的家中去世。在他百岁诞辰时，在车库门上安放了标志牌

从1925年直到1945年3月90岁的母亲去世，福斯特一直与母亲一起，住在萨里郡阿宾格·哈默（Abinger Hammer）村的西哈克赫斯特别墅（house West Hackhurst）裡，直到1946年9月离开。
他的伦敦住所，从1930 到1939年，位于不伦瑞克广场26号，此后租住奇西克阿灵顿公园大厦（Arlington Park Mansions）9号，至少到1961年1961年4月跌倒后，他在国王学院度过了在剑桥的最后一年。
1946年1月，福斯特被选为剑桥大学国王学院的荣誉研究员。1947年4月，他抵达美国，开始为期三个月的全国公众阅读和观光之旅，于6月返回东海岸。1949年，他拒绝骑士身份，1953年接受名譽勳位。82岁时，他写了最后一篇短篇小说《小伊伯》（Little Imber）。这是一个科幻故事。据他的朋友理查德·马昆德说，福斯特晚年对美国的外交政策持强烈批评态度。这也是福斯特一直拒绝将他的小说改编为电影的原因之一，因为他认为拍电影难免会要接受美国的资金。
85岁时，威廉·戈尔丁护送他前往威尔特郡的乡村朝圣，那里启发他创作了最喜欢的小说《最长的旅行》。1969年，他被授予功绩勋章。1970年6月7日，福斯特因中风，在沃里克郡考文垂的长期伴侣白金汉的家中去世，享年91岁。他的骨灰与白金汉的骨灰混在一起，然后撒在考文垂火葬场的玫瑰园里，靠近华威大学

### 私人生活
福斯特很小時已肯定自己是同性戀者，更因此於1913年開始寫作《莫瑞斯》。但福斯特由於英國當時的氣氛（王爾德的審訊於福斯特16歲時舉行）而終生沒有說明，而他的性傾向也是在他死後因《莫瑞斯》的出版才廣為人知。
福斯特最長久的一段感情是與警察鲍勃·白金汉（Bob Buckingham，1904–1975）的關係；兩人於福斯特四十多歲時認識，而當時白金汉已結婚。雖然如此，福斯特和白金汉仍來往甚密，最后也是死在白金汉的家中。

## 著作
福斯特一共著有六部小说：
- 《天使不敢涉足的地方》（Where Angels Fear to Tread，1905）
- 《最长的旅行》（The Longest Journey，1907）
- 《看得见风景的房间》（A Room with a View，1908）
- 《霍华兹庄园》（Howards End，1910）
- 《印度之旅》（A Passage to India，1924）
- 《莫瑞斯》（Maurice，1913）

《天使不敢涉足的地方》(1905)是他第一部小说。书名是蒲柏的一句诗的后半句，前半句是“蠢人们却闯进了”。小说写英国中产阶级的宗教道德观念，故事曲折，人物性格复杂。
《最长的旅行》(1907)的主题是现象与实在（实际的存在）的矛盾。书名引自雪莱《灵魂上的灵魂》（"Epipsychidion"）一诗，意指不自由的结合是“最令人厌倦、 最长的一次旅行”。 故事写的是想象中的爱情与现实生活的矛盾。它是福斯特小说中最不为人所知的一部，但却是作者本人最喜爱的，以及最具自传性的一部作品。
《看得见风景的房间》(1908)以意大利为背景，用喜剧手法写虚伪与真实，自由、爱、音乐、意大利下层人民、自然风景等与假道学、虚情假意、传统陋习、英国市民阶层、窒息的环境之间的矛盾。
福斯特最主要的小说是《霍华兹庄园》(1910)和《印度之旅》(1924)。
《霍华兹庄园》写代表英国中产阶级上层的精神和文化的施莱格尔姐妹和同一阶层代表实干、缺乏想象和傲慢的威尔科克斯一家之间，以及英国中产阶级上层和下层之间的复杂关系。
《印度之旅》是作者最后一部也是最重要的一部小说。作者在这部作品里把“联接起来”的思想扩大到不同的民族。
福斯特的小说属于英国风俗小说的传统。它的思想内容是人文主义在20世纪的反映。他以此为武器，讽刺、批评英国社会，并相信实现了“爱的原则”，社会矛盾就可以和解。作者善于描写人与人之间的微妙关系，往往幽默而微带讽刺。文字优美精练，常用一些象征手法，耐人寻味。
此外還有一部演说集《小说面面观》、一部杂文集（《阿宾哲收获集》，1936）、两部短篇小说集及两部传记。
《小说面面观》是1927年作者应剑桥大学之请所作的一系列“克拉克讲座”的演讲集。此书与勒勃克的《小说技艺》（1921）同为比较系统的论述小说艺术的著作。
福斯特曾在1909年发表过短篇科幻小说《机器休止》。他自认这篇作品是特地为了针对一些乐观（在福斯特着来则属天真）的论调而写的。故事叙述未来的社会由於对机器过分依赖后来机器发生故障，一切停顿下来，人类由於再无独立求生的能力，遂一一死在停顿了的机器的怀里。这篇极尽讽刺的作品，在相隔了大半个世纪的今天着来，警世触目之处仍然不减当年。

## 大眾文化
福斯特的6部小说中，已有5部小說被搬上銀幕：
- 《天使裹足之處》（Where Angels Fear to Tread（英语：Where Angels Fear to Tread (film)））
- 《印度之旅》
- 《此情可問天》

## 參註
1. ↑  Moffatt, p. 26.
2. ↑  AP Central – English Literature Author: E. M. Forster 的存檔，存档日期13 March 2012.. Apcentral.collegeboard.com (18 January 2012). Retrieved on 10 June 2012.
3. ↑  .   [2020-03-26]. （原始内容存档于2020-03-26）.
4. ↑  见英国零售价指数，数据来自Clark, Gregory. . MeasuringWorth. 2017  [2022-06-11].
5. ↑  . Cambridge.org. 1 December 1953  [2010-08-21]. （原始内容存档于2015-09-24）.
6. ↑  . Tonbridge-school.co.uk.   [2010-08-21]. （原始内容存档于2010-08-28）.
7. ↑  .   [2016-08-25]. （原始内容存档于2016-09-10）.
8. ↑  . . University of Cambridge.
9. ↑  Sellers, Susan (ed.). . England: Cambridge University Press. 2010: 16. ISBN 978-0521896948.
10. ↑  White, Edmund. . The New York Review of Books. 2014-11-06  [2018-04-11]. ISSN 0028-7504. （原始内容存档于2018-04-12） （英语）.
11. ↑  Lionel Trilling, E. M. Forster, p. 114. 的存檔，存档日期2014-05-02.
12. ↑  .   [2018-09-04]. （原始内容存档于2018-09-05）.
13. ↑  Leith, Sam. . The Guardian. 2010-06-13  [2018-03-12]. （原始内容存档于2016-03-06） （英语）.
14. ↑  Original Letters from India (New York: NYRB, 2010 [1925]) ISBN 978-1-59017-336-7.
15. ↑  Brooks, Richard. . 澳洲人報. 2010-06-08  [2018-08-13]. （原始内容存档于2019-10-16）.
16. ↑  Orwell, George. . Penguin Books. 1987. ISBN 978-0-14-018910-0.
17. ↑  . Britainunlimited.com. 1970-06-07  [2010-08-21]. （原始内容存档于2017-09-22）.
18. ↑  Brooks, Richard. . The Times (London). 6 June 2010  [2010-06-06]. （原始内容存档于2011-06-15）.
19. ↑  .   [2008-05-27]. （原始内容存档于2009-01-22）.
20. 1 2 3 4  David Bradshaw (编). . . Cambridge University Press. 2007  [2008-05-27]. ISBN 978-0-521-83475-9. （原始内容存档于2008-06-27）.
21. ↑  .   [2008-05-27]. （原始内容存档于2009-07-01）.
22. ↑  Furbank, Philip Nicholas. E. M. Forster: A Life. Volume Two: Polycrates' Ring (1914–1970). Secker & Warburg, 1978. pp. 314–324.
23. 1 2  Wendy Moffat, E. M. Forster: A New Life, London: Bloomsbury Publishing, 2010
24. ↑  BBC.  (dvd). Goldcrest Films International. 1970-07-14.
25. ↑  . Randomhouse.com. 7 June 1970  [2010-08-21].
26. ↑  Stape, J H. . Palgrave Macmillan UK. 1992-12-18: 79  [2017-04-20]. ISBN 978-1-349-12850-1. （原始内容存档于2017-04-21）.
27. ↑  Beauman, Nicola. .  線上版. 牛津大學出版社. 2004  [2017-04-20]. doi:10.1093/ref:odnb/33208. 需要订阅或英国公共图书馆会员资格
28. ↑  Brooks, Richard. . The Times. 2010-06-06  [2010-06-08]. （原始内容存档于2011-06-15）.

## 外部連結
- E. M. Forster的作品  - 古騰堡計劃 (plain text and HTML)
- Works by E. M. Forster at Internet Archive (scanned early editions illustrated)
- The Paris Review interview with E. M. Forster （页面存档备份，存于）
- E.M. Forster on glbtq.com